# アーリントン (アラバマ州)
アーリントン（Arlington）は、アメリカ合衆国のアラバマ州ウィルコックス郡にある非法人地域。

## 地形
アーリントンは、北緯32度03分26秒 西経87度35分19秒 / 北緯32.05709度 西経87.5886度座標: 北緯32度03分26秒 西経87度35分19秒 / 北緯32.05709度 西経87.5886度に位置しており、海抜は194フィート (59 m)。